# Ramejé
Ramejé är en ort i Mexiko.   Den ligger i kommunen Villa Victoria och delstaten Mexiko, i den sydöstra delen av landet, 90 km väster om huvudstaden Mexico City. Ramejé ligger 2 758 meter över havet och antalet invånare är 864.
Terrängen runt Ramejé är kuperad åt nordost, men åt sydväst är den platt. Runt Ramejé är det ganska tätbefolkat, med 166 invånare per kvadratkilometer. Närmaste större samhälle är San Antonio de las Huertas, 6,0 km nordost om Ramejé. Trakten runt Ramejé består till största delen av jordbruksmark.